# تیسیر آل نتیف
تیسیر آل نتیف (عربی: تيسير أحمد آل نتيف)؛ زادهٔ ۱۶ فوریهٔ ۱۹۷۴ یک بازیکن فوتبال اهل عربستان سعودی است.
وی همچنین در تیم ملی فوتبال عربستان سعودی بازی کرده‌است.